# Rejnaldo Troplini
Rejnaldo Troplini (sinh 9 tháng 11 năm 1994 ở Durrës) là một cầu thủ bóng đá Albania hiện tại thi đấu cho KF Erzeni ở hạng hai Albania. Anh thường đá tiền vệ phải nhưng cũng có thể thi đấu ở vị trí hậu vệ phải.